# Valerij Jaremčenko
Valerij Ivanovyč Jaremčenko (in ucraino Валерій Іванович Яремченко?, traslitterazione anglosassone: Valeriy Ivanovych Yaremchenko; Kryvyj Rih, 15 agosto 1947) è un ex calciatore e allenatore di calcio sovietico, ucraino dal 1991, di ruolo difensore.

## Palmarès

### Allenatore

#### Club
- Coppa d'Ucraina: 1

Shakhtar Donetsk: 1996-1997